# Knut Magnusson
Knut Magnusson (* im 12. oder 13. Jahrhundert; † 1251) war ein schwedischer Gesetzesmann in Västergötland. Magnusson stammte aus dem Geschlecht der Folkunger. Seine Eltern waren Magnus Broka (Bjälbo-Geschlecht) und Sigrid Knutsdotter von Schweden. 
Knut Magnusson hatte nach dem Tod von Erik dem Lispelnden und Lahmen doppelten Anspruch auf den Thron (durch seinen Vater) und nach der Wahl von Valdemar Birgersson zum König zettelte Knut Magnusson zusammen mit Filip Knutsson einen Aufruhr an. Sie warben Soldaten in Deutschland an und ritten durch Schweden, wurden jedoch in der Schlacht bei Herrevadsbro besiegt. Magnusson wurde 1251 nach der Schlacht hingerichtet.
Seine Tochter war Birgitta Knutsdotter (Bjälbo-Geschlecht), verheiratet mit Ulf Jonsson Roos von Ervalla.
| Personendaten    | Personendaten                              |
| ---------------- | ------------------------------------------ |
| NAME             | Knut Magnusson                             |
| KURZBESCHREIBUNG | schwedischer Gesetzesmann in Västergötland |
| GEBURTSDATUM     | 12. Jahrhundert oder 13. Jahrhundert       |
| STERBEDATUM      | 1251                                       |